# Saint-Pierre-dels-Forcats
Saint-Pierre-dels-Forcats (Catalaans: Sant Pere dels Forcats) is een gemeente in het Franse departement Pyrénées-Orientales (regio Occitanie) en telt 231 inwoners (2005). De plaats maakt deel uit van het arrondissement Prades.

## Geografie
De oppervlakte van Saint-Pierre-dels-Forcats bedraagt 13,2 km², de bevolkingsdichtheid is 17,5 inwoners per km².

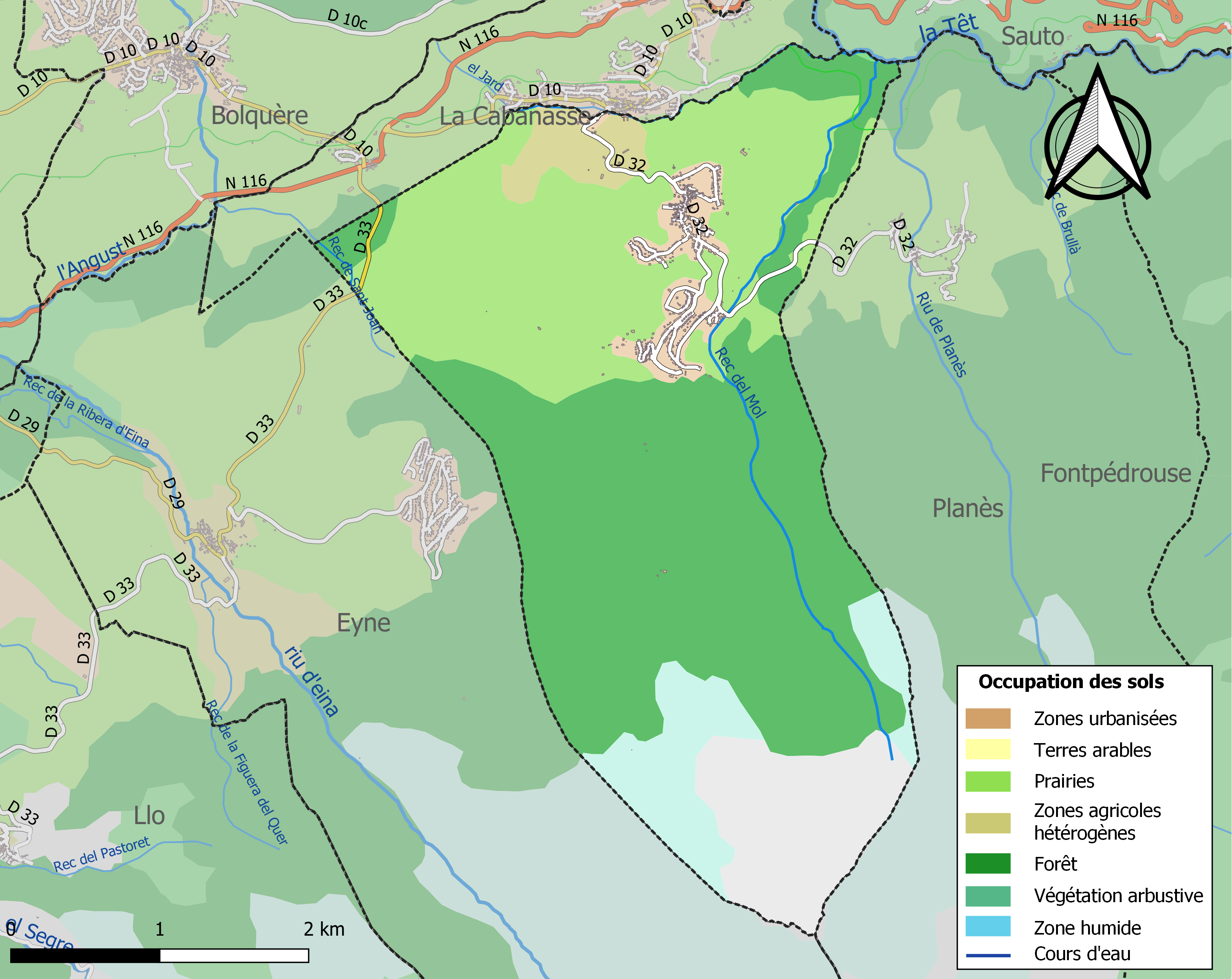
Kaart van de gemeente met de belangrijkste infrastructuur, bodemgebruik en omliggende gemeenten

## Demografie
Onderstaande figuur toont het verloop van het inwonertal (bron: INSEE-tellingen).